# 달마신공
"달마신공"은 한국에서 제작된 이혁수 감독의 1978년 액션 영화이다. 장일도 등이 주연으로 출연하였고 김용덕 등이 제작에 참여하였다.

## 출연

### 주연
- 장일도
- 임은주
- 이강조
- 최봉

## 기타
- 조명: 장기종
- 녹음: 김성찬
- 미술: 조경환